# Schöllkrippener Forst
Der Schöllkrippener Forst ist ein 18,08 km² großes gemeindefreies Gebiet im Landkreis Aschaffenburg und liegt im nördlichen Teil des bayerischen Spessarts. Das Areal ist komplett bewaldet.

## Geographie

Gemeindefreies Gebiet Schöllkrippener Forst

Gemarkung Schöllkrippener Forst

### Lage
Das Gebiet liegt östlich des namensgebenden Marktes Schöllkrippen an den Hängen der Eselshöhe. Der höchste Punkt im Schöllkrippener Forst ist der Gipfel des Spindelbergs mit 520 m ü. NHN, der niedrigste liegt mit 281 m ü. NHN
südlich des Kleinkahler Sportplatzes. Im westlichen Teil des Forstes erhebt sich der Reuschberg (415 m), in dessen Gipfelnähe sich ein markanter Sendemast befindet. Im Gebiet liegen zwei Exklaven von Sommerkahl.

### Gemarkung
Die Gemarkung Schöllkrippener Forst mit der Nummer 090330 umfasst das Gebiet des gleichnamigen gemeindefreien Gebietes und zwei flächenmäßig sehr kleine Exklaven der Gemeine Sommerkahl.
Der Gemarkungsteil 0 ist deckungsgleich mit dem Gebiet des gemeindefreien Gebietes, die Sommerkahler Exklaven entsprechen dem Gemarkungsteil 1.

### Berge
Berggipfel, die vollständig im Schöllkrippener Forst liegen, sind (nach Höhe sortiert):
| Name des Berges | Höhe in Meter |
| --------------- | ------------- |
| Spindelberg     | 520           |
| Hochkopf        | 496           |
| Geiershöhe      | 490           |
| Laudenberg      | 478           |
| Sommerberg      | 466           |
| Ölberg          | 461           |
| Kramersberg     | 428           |
| Stutz           | 422           |
| Reuschberg      | 414           |

### Nachbargemeinden
|                     | Gemeinde Kleinkahl                          | Wiesener Forst (Gemeindefreies Gebiet)        |
| Markt Schöllkrippen | Kompassrose, die auf Nachbargemeinden zeigt | Gemeinde Heinrichsthal                        |
| Gemeinde Sommerkahl | Sailaufer Forst (Gemeindefreies Gebiet)     | Heinrichsthaler Forst (Gemeindefreies Gebiet) |

## Kultur und Sehenswürdigkeiten

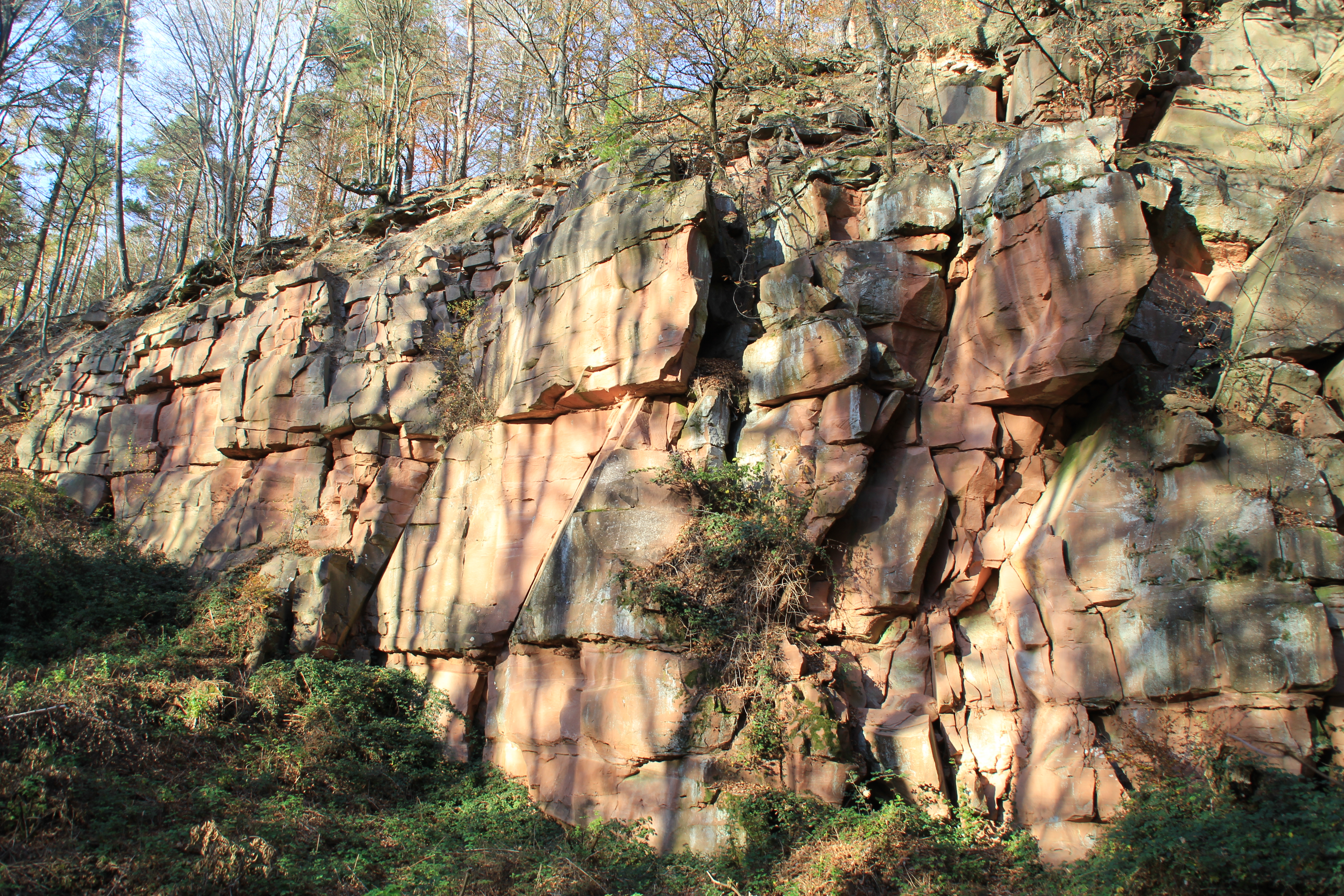
Der ehemalige, als Naturdenkmal ausgewiesene Sandsteinbruch

- Auf dem Gipfel des Reuschbergs befindet sich der Burgstall Altenburg, eine heute nicht mehr erhaltene, mittelalterliche Höhenburg. An der nordöstlichen Hangseite des Berges befindet sich ein kleines Felsenmeer.
- Im nördlichen Teil des Gebietes liegt die Kleinkahlquelle, eine der größeren Schichtquellen im Spessart.
- Am Röderhof befindet sich ein ehemaliger, als Naturdenkmal ausgewiesener Sandsteinbruch (Geotop).
- Im Norden des Schöllkrippener Forstes liegt die renaturierte Kafloosquelle.
- Südlich von Bamberger Mühle liegen im Schöllkrippener Forst die Ruinen der Epstein-Glashütten.

## Naturschutz
Folgende Naturschutzgebiete liegen teilweise auf dem Gebiet des Schöllkrippener Forstes:
- Amphibienfreistätte Sommergrund (NSG-00232.01)
- Amphibienfreistätte Speckkahl (NSG-00187.01)

## Verkehr
Durch den Schöllkrippener Forst verlaufen die Kreisstraßen AB 19 von Vormwald zum Engländer, die AB 20 (Spessart-Höhenstraße) und die Kreisstraße AB 2 von Edelbach nach Heinrichsthal.